# Tillbakalutande naken kvinna

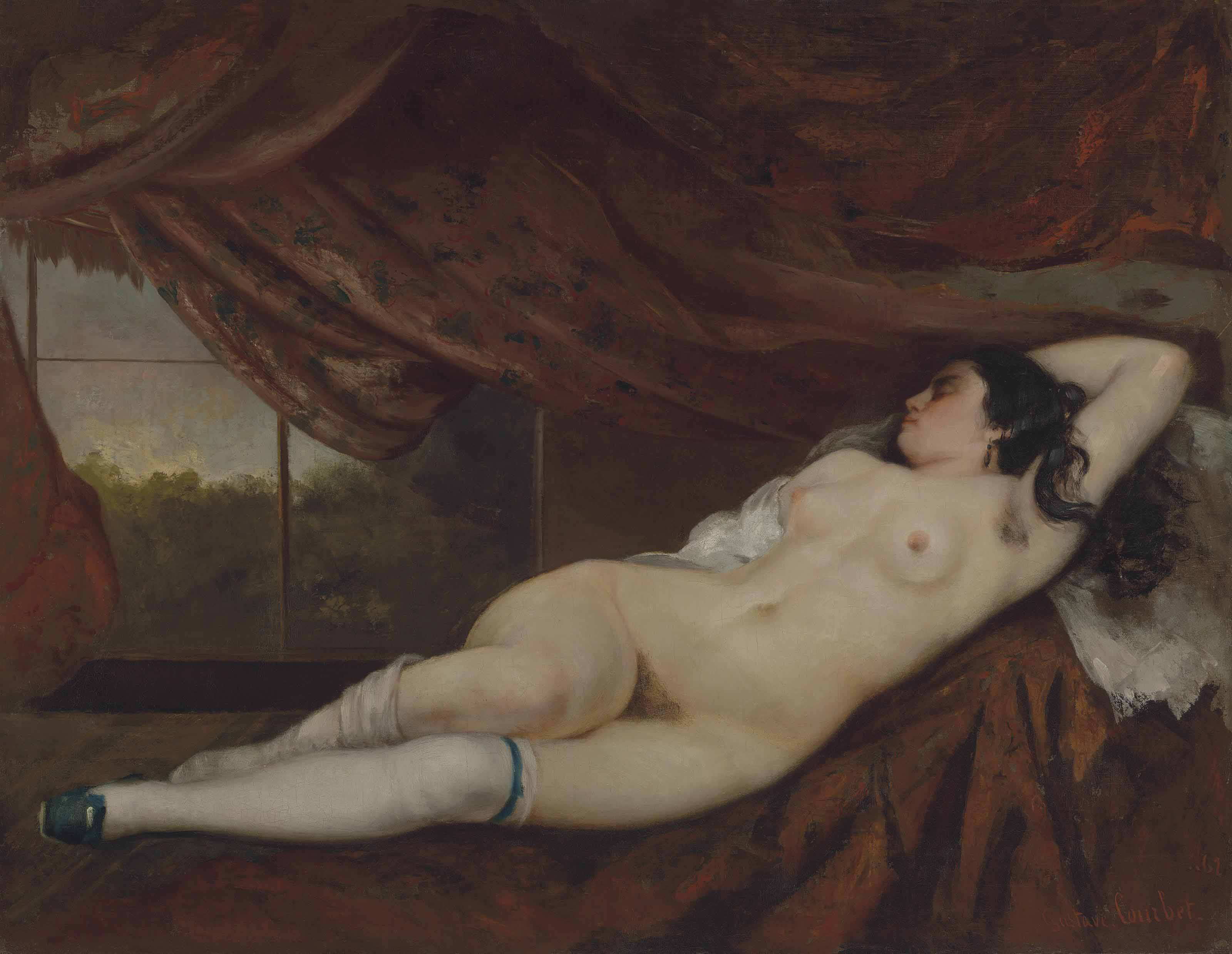
Tillbakalutande naken kvinna, 75 x 97 cm

Tillbakalutande naken kvinna, på franska Femme nue couchée, är en oljemålning från 1862 av Gustave Courbet. 
Bilden av en ung mörkhårig naken kvinna, som ligger tillbakalutad och endast iförd strumpor och skor, är synbarligen influerad av Francisco Goyas Den nakna Maja från 1797–1800.
Målningen tillhörde först konstsamlaren Alexandre Berthier (1883–1918) och senare den ungerske konstsamlaren Marcell Nemes (1860–1930). År 1913 köptes den på auktion i Paris av den ungerska målaren och konstsamlaren Ferenc Hatvany, vars konstsamling under andra världskriget beslagtogs av tyska SS och de ungerska pilkorsarna och därefter stals av Röda armén och enskilda ryska soldater, efter att de intagit Budapest i slutet av år 1944. Tillbakalutande naken kvinna försvann i samband med detta under flera decennier.
År 2000 dök målningen upp igen, erbjuden till försäljning av en slovakisk antikhandlare på Christie's, som dock inte accepterade att hantera en stulen målning. Så småningom kontaktades Commission for Art Recovery i New York. Antikhandlaren hävdade att målningen lämnats som betalning våren 1945 för behandling av ryska soldater till en läkare i en stad nära Bratislava. Kommissionen accepterade efter efterforskningar denna förklaring. Efter fem års förhandlingar, vilka inkluderade de slovakiska och amerikanska regeringarna, förvärvade kommissionen slutligen målningen till förmån för Ferenc Hatvanys arvingar. 
Målningen visades återigen offentligt första gången 2007 på en utställning på Grand Palais i Paris.